# Classification cinématographique
Ne doit pas être confondu avec Classification des contenus télévisuels.
La classification cinématographique permet de donner des indications concernant le public auquel un film est adapté. Elle prend généralement la forme d'une indication d'âge en dessous duquel le film est interdit ou non recommandé. C'est une évolution de la censure cinématographique.
Dans certains pays, comme l'Australie ou Singapour, c'est le Gouvernement qui classe les films ; dans d'autres, comme la France, c'est un organisme indépendant. Le type de contenu qui conduit à une restriction dépend des pays : en France ou en Allemagne, les gros mots et les contenus sexuels ont moins de conséquences qu'aux États-Unis. 

## Par pays

### France
En France, la représentation cinématographique est subordonnée à l’obtention d’un visa d’exploitation délivré par le ministre chargé de la culture. Cet avis est précédé d’un rapport du comité de classification.
Le visa d’exploitation cinématographique s’accompagne de l’une des mesures de classification suivantes :
- Autorisation de la représentation pour tous publics ;
- La représentation aux mineurs de dix ans et moins est déconseillée ;
- La représentation aux mineurs de douze ans et moins est déconseillée ou interdite ;
- La représentation aux mineurs de seize ans et moins est déconseillée ou interdite ;
- La représentation aux mineurs de dix-huit ans et moins est déconseillée ou interdite ;
- La représentation aux mineurs de dix-huit ans et moins  est déconseillée ou interdite, Classement X.

Cette classification est proportionnée aux exigences tenant à la protection de l’enfance et de la jeunesse, au regard de la sensibilité et du développement de la personnalité propres à chaque âge, et au respect de la dignité humaine.
Lorsque l’œuvre ou le document comporte des scènes de sexe ou de grande violence qui sont de nature, en particulier par leur accumulation, à troubler gravement la sensibilité des mineurs, à présenter la violence sous un jour favorable ou à la banaliser, le visa d'exploitation ne peut s'accompagner que de l'interdiction aux mineurs de dix-huit ans,.

### Turquie
En Turquie, les films projetés dans les cinémas sont évalués par le Conseil d'évaluation et de classification du ministère de la Culture et du Tourisme. Tous les films destinés à être commercialisés doivent être classés, à l'exception des films éducatifs qui sont plutôt étiquetés comme "à des fins éducatives". La commission a également le pouvoir de refuser la classification dans des cas extrêmes (les producteurs et les distributeurs peuvent soumettre une version éditée d'un film à la commission, mais les versions éditées peuvent également être rejetées si elles sont toujours jugées inappropriées) ; dans ce cas, le film sera interdit à l'exception des activités artistiques spéciales comme les foires, festivals, fêtes et carnavals.
- tous publics
- 6A – les téléspectateurs de moins de 6 ans peuvent regarder avec les membres de leur famille qui les accompagnent
- 6+ – réservé aux spectateurs âgés de 6 ans et plus
- 10A – les téléspectateurs de moins de 10 ans peuvent regarder le film, accompagnés de membres de leur famille
- 10+ – réservé aux spectateurs âgés de 10 ans et plus
- 13A – les téléspectateurs de moins de 13 ans peuvent regarder l'émission, accompagnés de membres de leur famille
- 13+ – réservé aux téléspectateurs âgés de 13 ans et plus
- 16+ – réservé aux téléspectateurs âgés de 16 ans et plus
- 18+ – réservé aux téléspectateurs âgés de 18 ans et plus

En plus des catégories d'âge, le contenu est également évalué pour la violence/l'horreur, la sexualité et les exemples négatifs, comme la drogue, le langage vulgaire et l'argot.